# Lai Chi Kok

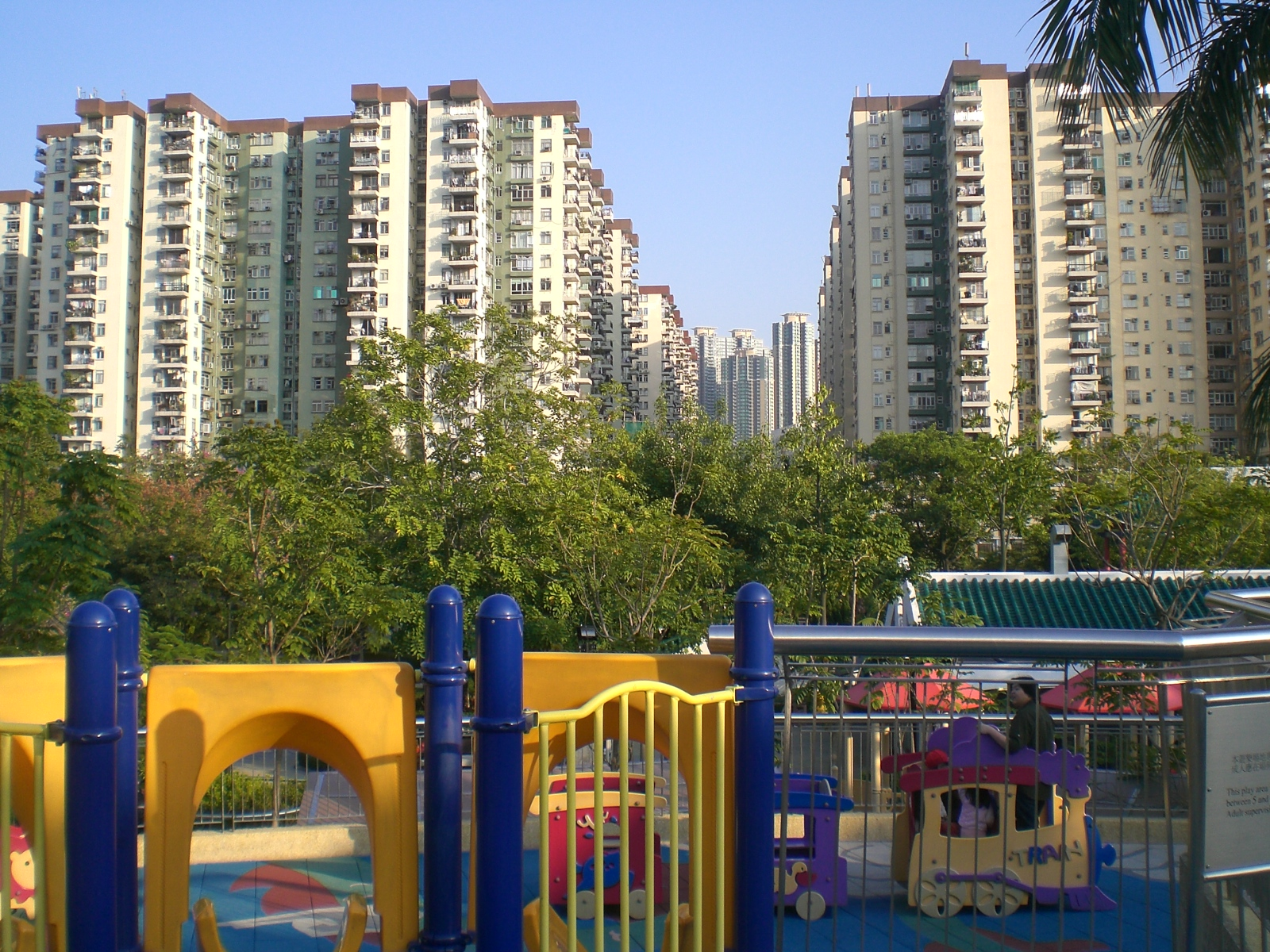
Spielpark in Lai Chi Kok, im Hintergrund die Siedlung Mei Foo Sun Chuen

Lai Chi Kok (chinesisch 荔枝角, Pinyin Lìzhī Jiǎo, Jyutping Lai6zi1 Gok3 – „Litschi-Landspitze“) ist ein Stadtviertel im Hongkonger Stadtteil Kowloon.

## Lage
Er liegt nordwestlich des Distrikts Sham Shui Po und südöstlich des Distrikts Kwai Tsing. Verwaltungsmäßig gehört das Gebiet zum Distrikt Sham Shui Po. Das Kap liegt zwischen Sha Wan und der Lai Chi Kok Bay. Von Cheung Sha Wan wird Lai Chi Kok durch einen aus dem Butterfly Valley mündenden Fluss getrennt.

## Geschichte
Die chinesische Qing-Regierung installierte auf dem Kap ein Zollamt, nachdem sie Hong Kong Island und Kowloon an die Briten abgetreten hatte. Nachdem die Briten für die New Territories einen Pachtvertrag abschlossen, stellten sie den Anspruch auf Lai Chi Kok, um die Landzunge militärisch zu nutzen.

## Verkehr
MTR: Mei Foo Station, Tsuen Wan Line und Tuen Ma Line.

## Diverse
Hongkongs erstes privates Großwohnsiedlungsprojekt, die Hochhaussiedlung Mei Foo Sun Chuen mit eigener U-Bahnhof Mei Foo Station, welche zwischen 1968 und 1978 fertiggestellt wurde, befindet sich in Lai Chi Kok.